# Ральф, Джесси
Джесси Ральф (англ. Jessie Ralph; 5 ноября 1864, Глостер, Массачусетс — 30 мая 1944, Глостер, Массачусетс) — американская актриса.
Родилась в городе Глостер, штат Массачусетс. Её актёрский дебют состоялся на театральной сцене в 1880 году в шестнадцатилетнем возрасте. В 1906 году Ральф впервые появилась на Бродвее, где продолжала много играть до 1932 года, исполнив ряд заметных ролей в мюзиклах и драмах. В 1916 актриса дебютировала в кино, где её карьера стала активно развиваться лишь в 1930-е годы, когда ей было уже за 70. За последующие всего шесть лет карьеры на большом экране Ральф исполнила пол сотни ролей, наиболее запоминающиеся из которых были в картинах «Одиссея капитана Блада» (1935), «Дама с камелиями» (1936), «За тонким человеком» (1936), «Банковский сыщик» (1940) и «Они встретились в Бомбее» (1941).
В 1940 году актриса завершила свою карьеру после вынужденной ампутации ноги. Джесси Ральф скончалась спустя четыре года после этого в её родном городе Глостер в возрасте 79 лет. Её супруг, актёр-эпизодник Билл Паттон, пережил её на семь лет.

## Избранная фильмография
| Год  |   | Русское название         | Оригинальное название    | Роль                      |
| ---- | - | ------------------------ | ------------------------ | ------------------------- |
| 1934 | ф | Романы Челлини           | The Affairs of Cellini   | Беатриче                  |
| 1934 | ф | Одна ночь любви          | One Night of Love        | Анджелина                 |
| 1934 | ф | Мы снова живы            | We Live Again            | Марья Павловна            |
| 1935 | ф | Дэвид Копперфильд        | David Copperfield        | няня Пегготти             |
| 1935 | ф | Я живу своей жизнью      | I Live My Life           | бабушка Кей               |
| 1935 | ф | Одиссея капитана Блада   | Captain Blood            | миссис Барлоу             |
| 1936 | ф | Юный лорд Фаунтлерой     | Little Lord Fauntleroy   | продавщица яблок          |
| 1936 | ф | Сан-Франциско            | San Francisco            | миссис Берли              |
| 1936 | ф | Дама с камелиями         | Camille                  | Нанни, служанка Маргариты |
| 1936 | ф | За тонким человеком      | After the Thin Man       | Кэтрин Форрест            |
| 1937 | ф | Благословенная земля     | The Good Earth           | домоправительница         |
| 1937 | ф | Конец миссис Чейни       | The Last of Mrs. Cheyney | герцогиня                 |
| 1937 | ф | Двойная свадьба          | Double Wedding           | миссис Кенсингтон-Блай    |
| 1938 | ф | Порт семи морей          | Port of Seven Seas       | Онорин                    |
| 1939 | ф | Барабаны долины Мохок    | Drums Along the Mohawk   | миссис Уивер              |
| 1940 | ф | Синяя птица              | The Blue Bird            | Фейри Берилун             |
| 1940 | ф | Звёздная пыль            | Star Dust                | Марта Паркер              |
| 1940 | ф | Банковский сыщик         | The Bank Dick            | миссис Бранч              |
| 1941 | ф | Они встретились в Бомбее | They Met in Bombay       | герцогиня Белтраверс      |